# Cinturó Negre
Cinturó Negre (やわら!, Yawara!) és un manga de Naoki Urasawa publicada a la revista Big Comic Spirits, de l'editorial Shogakukan, des del 8 de setembre de 1986 fins al 23 d'agost de 1993.
El mateix, Kitty Films i Madhouse van estrenar-ne una adaptació d'anime titulada Yawara! A Fashionable Judo Girl!. Es va emetre a Yomiuri TV del 16 d'octubre de 1989 al 21 de setembre de 1992 durant 124 episodis. Cada episodi acabava amb un compte enrere dels dies que faltaven per a l'inici dels Jocs Olímpics de Barcelona. També se'n van crear dues pel·lícules d'animació el 1992 i el 1996.

## Argument
Un bon dia, en Matsuda, periodista del diari Every Sport, veu per casualitat una noia que li fa una clau de judo increïble a un lladre. La noia es diu Ginger Inokuma, una estudiant de batxillerat que té un do especial per al judo i que és neta d'en Jigorō Inokuma, que de jove havia guanyat cinc vegades el campionat de judo del Japó. Tanmateix, ella només desitja una cosa: ser "una noia normal i corrent". Però el seu avi insisteix sempre que un dia ha d'aconseguir la medalla d'or olímpica als Jocs de Barcelona '92 i el Premi de l'Honor del Poble japonès.

## Personatges

### Principals
- Ginger Inokuma (猪熊 柔, Inokuma Yawara)

La Ginger és una noia jove que aspira a una vida normal, però que, a causa del seu talent innat per al judo, es veu obligada entrenar-se cada dia per mandat del seu avi. Sempre somia a arreglar-se, sortir amb nois, i amb aprendre coses que s'atribueixen a les bones esposes, com ara la cuina. Inicialment enamorada d'en Kazamatsuri (que li fa el seu primer petó), acaba tota capficada i enamorada d'en Matsuda, de qui pensa que només està interessada en ella a causa de la seva feina de periodista, i per això sempre acaben discutint. La seva fortalesa, seguretat i determinació sobre el tatami no es veu reflectida a la seva vida quotidiana. En el dia a dia és vulnerable, insegura i fàcilment influenciable (tot i que hi ha temes sobre els quals es mostra més tenaç, com ara la seva decisió d'anar a la universitat femenina de Mitsuba, o bé la de començar a treballar en una agència de viatges). El seu pare va marxar de casa en un viatge d'entrenaments quan ella el va llençar amb una clau de judo quan només tenia 5 anys. Des d'aleshores la seva mare el busca, per la qual cosa passa llargues temporades fora de casa, i la Ginger se sent culpable d'haver trencat la seva família.

### Secundaris
- Jigorō Inokuma (猪熊 滋悟郎, Inokuma Jigorō)

En Jigorō va ser 5 vegades Campió Nacional. És un reconegut mestre de judo de setè dan, tot i que ell sempre afirma que té el vuitè dan. La seva passió pel judo només és comparable al seu amor per la seva neta Ginger i pel menjar. Té grans expectatives per a la carrera de judo de la Ginger, i constantment la pressiona perquè segueixi el camí que li ha traçat: aconseguir la medalla d'or als Jocs Olímpics de Barcelona i el Premi de l'Honor del Poble japonès. La Ginger s'oposa contínuament als seus plans, però al final, totes les alternatives que pren la porten de nou al judo i als plans que en Jigoro té pensats per a ella.
- Kosaku Matsuda (松田 耕作, Matsuda Kosaku)

És un periodista mediocre que treballa en un diari d'esports, l'Every Sport. Arran de descobrir la Ginger i llançar-la públicament com a gran promesa del judo femení, es converteix en el seu fan número 1, i està convençut que serà una superestrella mundial. Plenament enamorat de la Ginger, és incapaç d'expressar-li els seus sentiments. Aquest fet, sumat a la seva passió desmesurada per la seva feina, fa que la Ginger es faci la idea equivocada que ella només representa per ell un objectiu professional. Els seus articles sobre la Ginger reflecteixen la seva passió per ella i el seu judo, i a poc a poc es va convertint en un dels millors periodistes esportius.
- Sayaka Hon'ami (本阿弥 さやか, Honami Sayaka)

La Sayaka és la filla d'una de les famílies més riques del Japó. Acostumada a aconseguir sempre el que es proposa, ha dominat qualsevol esport que ha intentat: esquí, tenis, hípica, gimnàstica rítmica... Quan la Ginger la llença com si res, decideix dedicar la seva vida al judo per batre-la, i es converteix en la seva gran rival. Té dos punts febles: una dent postissa, que intenta que ningú descobreixi, i el seu amor per en Kazamatsuri, amb qui està promesa gràcies a un arranjament del seu pare. Cansada de perdre davant de la Ginger, contracta al seu pare, Kojiro Inokuma, per poder guanyar-la.
- Shinnosuke Kazamatsuri (風祭 進之介, Kazamatsuri Shinnosuke)

En Shinnosuke és un dels millors entrenadors de judo del Japó. És un gran judoka, que idolatra a en Jigoro, però té una exagerada por escènica que l'incapacita per competir, i fins i tot per parlar en públic. En canvi, té un gran carisma amb les dones, gràcies a l'imant del seu atractiu físic i la seva personalitat, dels quals treu el màxim partit. Per desgràcia per a ell, per a totes les dones en el món, i, en particular, per la Sayaka, només té l'ull posat en la Ginger.
- Fujiko Itto

La Fujiko es converteix en íntima amiga de la Ginger a la universitat de noies de Mitsuba. Quan era petita era ballarina, però a causa de la seva alçada va haver de deixar-ho. El seu somni era ballar en un escenari mundial, i per això, anima a la Ginger a aprofitar el seu gran talent per arribar en el judo fins a on ella no ha pogut arribar com a ballarina. Quan s'assabenta que la Ginger vol abandonar el judo, crea un club a la universitat per animar-la tornar-hi. Però el seu equip de judo no només serveix perquè la Ginger torni la pràctica d'aquest esport: gràcies als entrenaments i a les seves qualitats físiques que conserva des de l'època de ballarina, ella mateixa es converteix en una gran judoka, arribant a empatar en el seu primer enfrontament amb la Sayaka i a crear-li molts maldecaps a la russa Tereshkova, una de les millors judoques del món. Està plenament enamorada d'en Hanazono, i s'ha de retirar del judo en el seu millor moment perquè es queda embarassada. Després de casar-se amb en Hanazono i de ser pares d'una nena, la Fujiko, convertida en Fujiko Hanazono, torna als tatamis per intentar tornar a fer que la seva amiga Ginger torni al judo.
- Kaoru Hanazono

En Hanazono és l'excessivament emocional capità del club de judo a l'Institut Musashiyama, on la Ginger també estudia. Ingressa en la universitat d'educació física d'Ebitendo, on lluita per ser titular en el seu club de judo. Està plenament enamorat de la Fujiko Itto, a qui ensenya a practicar el judo i de seguida el supera.

### Altres
- Kamoda (鴨田, Kamoda)

És el fotògraf que treballa juntament amb en Matsuda. És un bon company i un bon professional, que sembla tenir una habilitat per fer "la foto perfecta" per als titulars.
- Kuniko Taga

Esdevé fotògrafa del diari Every Sport i s'incorpora a l'equip d'en Matsuda, tot i l'oposició del periodista a treballar amb dones. Sap treure profit de la seva figura provocativa amb tots els homes menys amb en Matsuda, de qui està enamorada. S'empesca tota mena d'estratagemes per allunyar la Ginger d'ell.
- Kôjiro Inokuma

És el pare de la Ginger. Va marxar de casa per entrenar-se quan la seva filla el va llençar a terra amb un tomoe-nage quan tenia només 5 anys. Malgrat que des d'aleshores no ha tornat a fer-se veure, sempre és a prop de la seva filla, observant-la i vetllant per ella. El seu gran somni era convertir-se en el millor judoka del país, i per això està obsessionat amb entrenar-se i millorar la seva tècnica. Se sent amb desavantatge respecte de la seva filla, que va aprendre el judo des de molt petita i a qui considera un geni. Es converteix en l'entrenador de la Sayaka, segons sembla, per curiositat, per conèixer el potencial de la gran rival de la Ginger, i també per obligar-la que se superi a ella mateixa, especialment pel que fa al seu sentiment de culpabilitat per haver-lo batut quan era petita.
- Jodie Rockwell (ジョディ・ロックウェル, Jodi Rokkuweru)

La Jodie és una judoka canadenca, campiona del món. Després que la Ginger guanyi el Campionat Nacional, moltes judoques troben en derrotar-la un al·licient per millorar, i la Jodie es presenta a casa seva per reptar-la a un combat. Les dues acaben sent bones amigues. La passió de la Jodie és enfrontar-se amb la Ginger en una competició important. A causa de diverses lesions, a l'espatlla i al genoll, perd diverses oportunitats de lluitar amb la seva amiga, però la possibilitat d'un futur combat és la motivació que l'ajuda a recuperar-se.
- Sudō

Sudō és el noi rebel de l'Institut Musashiyama. Comença a molestar a la Ginger i els seus amics quan aquesta comença a ocupar les primeres planes dels diaris. També practica el judo, i quan ella es converteix en l'entrenadora del club de l'institut, s'hi uneix, i és l'únic nou membre capaç de suportar el seu rigorós programa d'entrenament.
- Kaneko Inokuma

És l'esposa d'en Jigoro, àvia de la Ginger i mare d'en Kogiro. Als primers episodis se'n fa referència i es diu que la Ginger s'hi assembla molt. És l'objectiu que té en Jigoro per a la Ginger. Tot i que no és un personatge que surti gaire és molt important, ja que té relació amb la visió que ell té de la seva neta. És la filla del mestre d'en Jigoro i també es diu que era més forta que l'avi de la Ginger.

## Anime
Cinturó Negre va ser adaptat a una sèrie d'anime titulada Yawara! A Fashionable Judo Girl de Kitty Films. La sèrie es va emetre a Yomiuri TV entre el 16 d'octubre de 1989 i el 21 de setembre de 1992. Es van produir un total de 124 episodis.
A Catalunya es va estrenar el 16 de maig de 1995 per TV3, reemetent-se posteriorment pel canal K3 en diverses ocasions. Es va titular Cinturó Negre i la protagonista es va anomenar Ginger Inokuma en lloc de l'original Yawara Inokuma. Es va doblar sencera.
Una pel·lícula d'animació titulada Yawara! Soreyuke Koshinuke Kizzu!! (YAWARA! それゆけ腰ぬけキッズ!!) es va estrenar als cinemes l'1 d'agost de 1992, que va arribar doblada al català al canal 3xl.net el 6 de desembre de 2004 amb el nom de Sigueu valents nois!. Aquesta pel·lícula està basada en un esborrany creat per Urasawa.
Un especial de televisió d'anime, titulat Yawara! Especial - Zutto Kimi no Koto ga... (YAWARA! Special ずっと君のことが…。), es va emetre a Nippon TV el 19 de juliol de 1996. No s'ha doblat al català.

## Manga
Escrit i il·lustrat per Naoki Urasawa, Yawara! es va publicar setmanalment a Big Comic Spirits des del número 30 de 1986 fins al número 38 de 1993 mentre simultàniament il·lustrava Pineapple Army. L'editorial Shogakukan va recopilar els capítols en 29 volums tankōbon entre el 30 d'abril de 1987 i el 29 d'octubre de 1993. Una edició bunkoban de 19 volums es va publicar entre el 17 de juliol de 1998 i el 16 de març de 1999. Una edició kanzenban de vint volums es va publicar entre el 27 de desembre de 2013 i el 30 d'abril de 2015.
Glénat/EDT, va publicar el primer volum del manga pel Saló del Còmic de Barcelona de 2009. Seguint el doblatge català, el manga va portar per títol Cinturó Negre (amb el subtítol Yawara!) i la protagonista es va anomenar Ginger. En català se'n van publicar 19 de 26 volums, ja que el 24 d'abril de 2013 Editores de Tebeos va anunciar que l'aturava a causa de la crisi que patia la companyia. El volum 20 es va anunciar que arribaria en català, però no es va arribar a publicar mai.